# Lorentzova transformace
Lorentzova transformace je soustava rovnic umožňující pomocí souřadnic x, y, z, t nějaké události U v inerciální vztažné soustavě S vyjádřit souřadnice x' , y' , z' , t'  téže události v jiné inerciální vztažné soustavě S', která se vzhledem k původní soustavě S pohybuje rychlostí v. Podle týchž pravidel jako události se transformují i všechny ostatní čtyřvektory.
Rovnici prvně užil Woldemar Voigt roku 1887. Kontrakce délek postuloval prvně George Francis FitzGerald roku 1889. Obecněji je pak užil nizozemský fyzik Hendrik Antoon Lorentz. Ukázalo se, že základní rovnice elektromagnetismu jsou stejné ve všech vztažných soustavách, které se vůči sobě pohybují neměnnou rychlostí, právě při použití těchto transformačních vztahů.

## Odvození

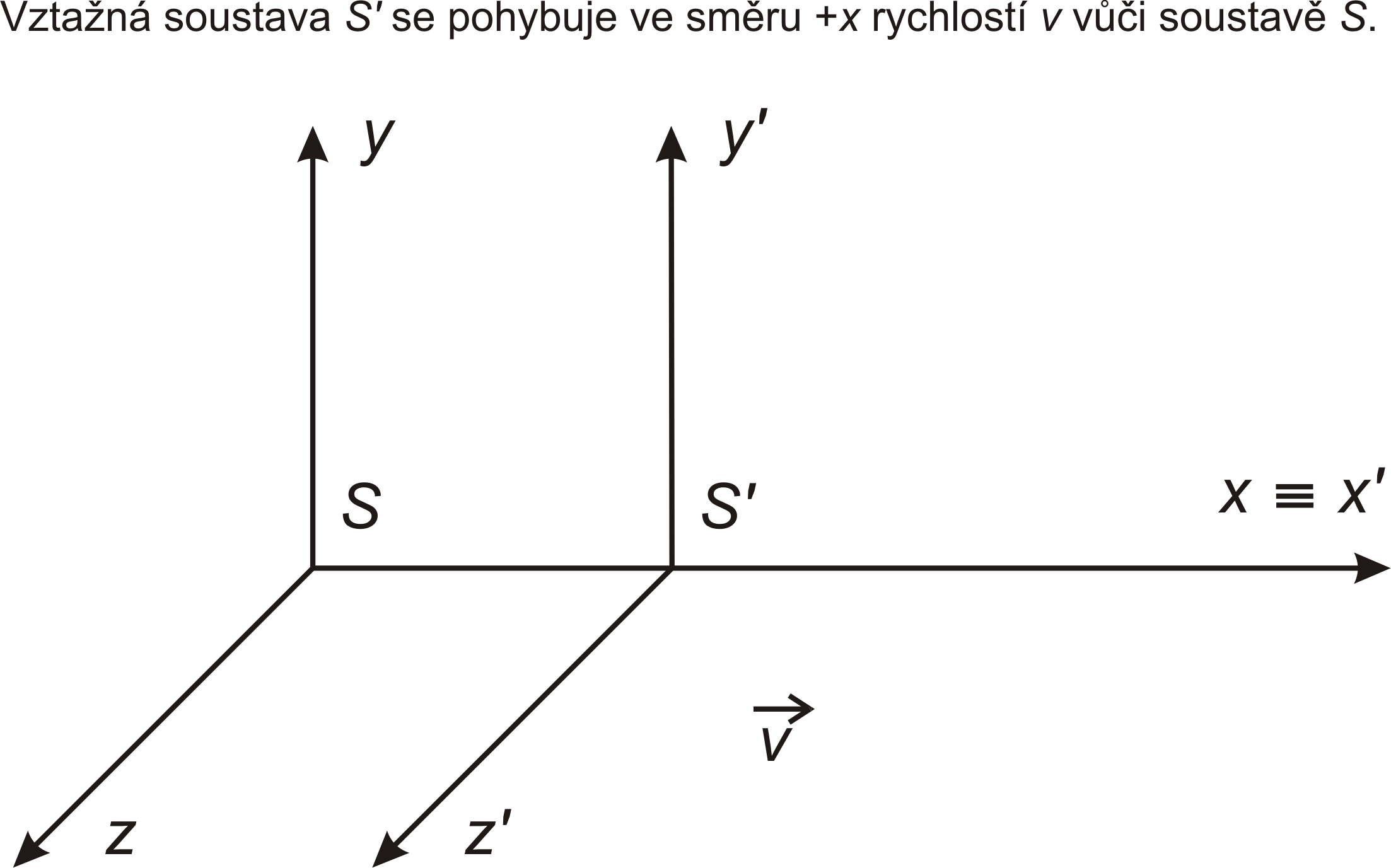
Nákres vzájemné polohy vztažných soustav S a S

Při hledání vhodné transformace, která odpovídá přechodu od jedné inerciální soustavy ke druhé, se vychází z dvou základních postulátů speciální teorie relativity:
1. postulát: Všechny fyzikální zákony lze vyjádřit rovnicemi, jež mají stejný tvar ve všech vztažných soustavách pohybujících se navzájem konstantní rychlostí.
2. postulát: Rychlost světla ve vakuu má pro všechny pozorovatele stejnou hodnotu, bez ohledu na jejich pohybový stav.
Zároveň se bere v úvahu fakt, že pro malé rychlosti je skutečnost dobře vystižena Galileovými transformacemi. Proto musí mít hledané transformační formule takový tvar, aby pro vzájemné rychlosti {\displaystyle v\ll c} přešly v Galileovy transformace.
Pokud vezmeme v úvahu tyto požadavky, jeví se jako nejvhodnější předpokládat transformační vzorce ve tvaru:
(1) {\displaystyle x^{\prime }=k(x-vt)}
Protože budeme pro jednoduchost předpokládat pohyb ve směru osy x, budou transformační vzorce pro souřadnice y a z následující:
(2) {\displaystyle y^{\prime }=y}
(3) {\displaystyle z^{\prime }=z}
Jelikož fyzikální rovnice musí mít stejný tvar v soustavě S i S' , stačí k napsání obrácené závislosti x na x'  a t'  jen změnit znaménko u rychlosti v (tím se bere v úvahu odlišnost ve směru relativního pohybu).
(4) {\displaystyle x=k(x^{\prime }+vt^{\prime })}
Faktor k musí být v obou vztažných soustavách stejný, protože soustavy S a S'  se až na znaménko u v v ničem neliší.
Po dosazení vztahu (1) do vztahu (4)
(5){\displaystyle x=k^{2}(x-vt)+kvt^{\prime }}
je vidět, že časové souřadnice t a t'  nejsou stejné:
(6) {\displaystyle t^{\prime }=kt+\left({\frac {1-k^{2}}{kv}}\right)x}
Rovnice (1), (2), (3) a (6) tvoří transformaci souřadnic vyhovující prvnímu postulátu speciální teorie relativity. Druhý postulát umožňuje vypočítat faktor k. Vychází se z předpokladu, že se v okamžiku t = 0 počátky dvou vztažných soustav S a S'  nachází v témže bodě, proto i čas t'  = 0. Předpokládejme, že v tomto společném počátku, kdy S = S'  a v čase t = t'  = 0 zažehne světlice, a pozorovatelé v obou soustavách měří rychlost, kterou se světlo z místa šíří. Pozorovatelé v obou soustavách musí pro světlo zjistit totožnou rychlost, což v soustavě S je:
(7) {\displaystyle x=c\cdot t}
a v soustavě S' :
(8) {\displaystyle x^{\prime }=c\cdot t^{\prime }}
Dosazením za x'  a t'  do vztahu (8) s použitím vztahů (1) a (6) dává vztah:
(9) {\displaystyle k(x-vt)=ckt+\left({\frac {1-k^{2}}{kv}}\right)cx};
přičemž řešení vzhledem k x je:
{\displaystyle x={\frac {ckt+vkt}{k-{\Big [}{\frac {(1-k^{2})}{kv}}{\Big ]}c}}=ct{\Bigg \{}{\frac {k+{\frac {vk}{c}}}{k-{\Big [}{\frac {(1-k^{2})}{kv}}{\Big ]}c}}{\Bigg \}}=ct{\Bigg [}{\frac {1+{\frac {v}{c}}}{1-(k^{-2}-1){\frac {c}{v}}}}{\Bigg ]}};
Aby byl výraz pro x shodný se vztahem (7), musí platit:
(10) {\displaystyle {\Bigg [}{\frac {1+{\frac {v}{c}}}{1-(k^{-2}-1){\frac {c}{v}}}}{\Bigg ]}=1}
Z toho vychází faktor k:
(11) {\displaystyle k={\frac {1}{\sqrt {1-{\frac {v^{2}}{c^{2}}}}}}}
Po dosazení hodnoty k do vztahů (1) a (6) vycházejí pro úplnou transformaci od výsledků měření dané události v S k odpovídajícím výsledkům měření v S'  rovnice:

## Speciální Lorentzova transformace
{\displaystyle x^{\prime }={\frac {x-vt}{\sqrt {1-{\frac {v^{2}}{c^{2}}}}}}}
{\displaystyle y^{\prime }=y}
{\displaystyle z^{\prime }=z}
{\displaystyle t^{\prime }={\frac {t-{\frac {vx}{c^{2}}}}{\sqrt {1-{\frac {v^{2}}{c^{2}}}}}}}
Pro zjednodušení zápisu se často zavádí bezrozměrná rychlost {\displaystyle \beta } a tzv. Lorentzův faktor {\displaystyle \gamma } vztahy:
{\displaystyle \beta \equiv {v \over c}\,,}
{\displaystyle \gamma \equiv {1 \over {\sqrt {1-\beta ^{2}}}}\,.}
Počítáme-li navíc v přirozených jednotkách, kde {\displaystyle c=1}, můžeme speciální Lorentzovu transformaci zapsat stručněji s důrazem na fyzikální význam.
{\displaystyle x^{\prime }=\gamma \left(x-vt\right)}
{\displaystyle y^{\prime }=y}
{\displaystyle z^{\prime }=z}
{\displaystyle t^{\prime }=\gamma \left(t-vx\right)}

## Inverzní speciální Lorentzova transformace
Při transformaci výsledků měření z S'  do S je nutno zaměnit čárkované veličiny nečárkovanými a naopak a dosazení −v za v. Vzniká tak inverzní speciální Lorentzova transformace:
{\displaystyle x={\frac {x^{\prime }+vt^{\prime }}{\sqrt {1-{\frac {v^{2}}{c^{2}}}}}}}
{\displaystyle y=y^{\prime }}
{\displaystyle z=z^{\prime }}
{\displaystyle t={\frac {t^{\prime }+{\frac {vx^{\prime }}{c^{2}}}}{\sqrt {1-{\frac {v^{2}}{c^{2}}}}}}}

## Maticový zápis
Maticový zápis předchozích rovnic pouze ve směru {\displaystyle x} vypadá:
{\displaystyle {\begin{bmatrix}ct'\\x'\\y'\\z'\end{bmatrix}}={\begin{bmatrix}\gamma &-\beta \gamma &0&0\\-\beta \gamma &\gamma &0&0\\0&0&1&0\\0&0&0&1\\\end{bmatrix}}{\begin{bmatrix}c\,t\\x\\y\\z\end{bmatrix}}\ .}
Při přechodu k jiné inerciální soustavě je nutno všechny čtyřvektory vynásobit uvedenou maticí, kterou obvykle označujeme {\displaystyle \Lambda }. Determinant {\displaystyle \Lambda } je roven +1, což značí, že jde o rotaci ve 4rozměrném Minkowského prostoru.
Není-li směr pohybu druhé soustavy stejný jako směr osy {\displaystyle x} v původní soustavě, používáme obecnou verzi Lorentzovy transformace:
{\displaystyle {\begin{bmatrix}c\,t'\\x'\\y'\\z'\end{bmatrix}}={\begin{bmatrix}\gamma &-\beta _{x}\,\gamma &-\beta _{y}\,\gamma &-\beta _{z}\,\gamma \\-\beta _{x}\,\gamma &1+(\gamma -1){\frac {\beta _{x}^{2}}{\beta ^{2}}}&(\gamma -1){\frac {\beta _{x}\beta _{y}}{\beta ^{2}}}&(\gamma -1){\frac {\beta _{x}\beta _{z}}{\beta ^{2}}}\\-\beta _{y}\,\gamma &(\gamma -1){\frac {\beta _{y}\beta _{x}}{\beta ^{2}}}&1+(\gamma -1){\frac {\beta _{y}^{2}}{\beta ^{2}}}&(\gamma -1){\frac {\beta _{y}\beta _{z}}{\beta ^{2}}}\\-\beta _{z}\,\gamma &(\gamma -1){\frac {\beta _{z}\beta _{x}}{\beta ^{2}}}&(\gamma -1){\frac {\beta _{z}\beta _{y}}{\beta ^{2}}}&1+(\gamma -1){\frac {\beta _{z}^{2}}{\beta ^{2}}}\\\end{bmatrix}}{\begin{bmatrix}c\,t\\x\\y\\z\end{bmatrix}}\ .}
kde {\displaystyle \beta } je bezrozměrná rychlost (resp. {\displaystyle \beta _{x}}, {\displaystyle \beta _{y}}, {\displaystyle \beta _{z}} její složky ve směru původních os) a {\displaystyle \gamma } je Lorentzův faktor.

## Aspekty Lorentzových transformací
Měření času i polohy závisí na vztažné soustavě pozorovatele. Tudíž dvě události, které se v jedné vztažné soustavě vyskytují na dvou různých místech současně, nemusí být současné v soustavách jiných (tzv. relativita současnosti).
Lorentzovy transformace se za běžných rychlostí (je-li relativní rychlost v soustav S a S'  malá ve srovnání s rychlostí světla) redukují na Galileovy transformace.

## Pomalá Lorentzova transformace
V některých výpočtech se lze omezit na případy, kdy se tělesa pohybují rychlostmi malými ve srovnání s rychlostí světla. V prvním přiblížení uvažujeme limitu {\displaystyle c\to \infty }, obdržíme klasickou Galileovu transformaci a zmizí všechny relativistické efekty. Ve druhém přiblížení v Lorentzově transformaci zanedbáme členy řádu {\displaystyle \beta ^{2}}, ale ponecháme {\displaystyle \beta }. (Je-li {\displaystyle 0<\beta \ll 1}, je také {\displaystyle \beta ^{2}\ll \beta }.) Znamená to, že tělesa se pohybují rychlostmi, při nichž {\displaystyle \gamma \,{\dot {=}}\,1}. Taková transformace se nazývá pomalá Lorentzova transformace.
{\displaystyle x^{\prime }=x-vt}
{\displaystyle y^{\prime }=y}
{\displaystyle z^{\prime }=z}
{\displaystyle t^{\prime }=t-{vx \over c^{2}}}
Od Galileiho transformace se tato liší jen členem {\displaystyle {vx \over c^{2}}} v rovnici pro časovou souřadnici. Stejné vztahy lze zapsat i takto:
{\displaystyle x^{\prime }=x-\beta ct}
{\displaystyle y^{\prime }=y}
{\displaystyle z^{\prime }=z}
{\displaystyle ct^{\prime }=ct-\beta x\,.}
Má-li rychlost {\displaystyle \beta } jiný směr než osa {\displaystyle x}, užijeme obecnou verzi transformace, přičemž opět uvažujeme {\displaystyle \gamma {\dot {=}}1}.
{\displaystyle {\begin{bmatrix}c\,t'\\x'\\y'\\z'\end{bmatrix}}={\begin{bmatrix}1&-\beta _{x}&-\beta _{y}&-\beta _{z}\\-\beta _{x}&1&0&0\\-\beta _{y}&0&1&0\\-\beta _{z}&0&0&1\\\end{bmatrix}}{\begin{bmatrix}c\,t\\x\\y\\z\end{bmatrix}}}
Užitím polohového vektoru {\displaystyle {\mathbf {r} }=\left(x,y,z\right)} a vektoru bezrozměrné rychlosti {\displaystyle {\boldsymbol {\beta }}={\mathbf {v} }/c=\left(\beta _{x},\beta _{y},\beta _{z}\right)} lze obecnou pomalou Lorentzovu transformaci zapsat stručně a přehledně.
{\displaystyle {\mathbf {r} }^{\prime }={\mathbf {r} }-{\boldsymbol {\beta }}ct}
{\displaystyle ct^{\prime }=ct-{\boldsymbol {\beta }}{\mathbf {r} }}
Pomalá Lorentzova transformace sice není správná při vysokých rychlostech, ale přesto z ní lze odvodit například vznik magnetického pole kolem vodiče protékaného proudem. Stačí transformovat elektrické pole elektronů dané Coulombovým zákonem do soustavy, vůči níž se pohybují. Driftové rychlosti elektronů ve vodičích jsou obvykle v řádu desetin milimetrů za sekundu, a přesto můžeme jejich magnetické pole pozorovat. Z toho je vidět, že za vhodných podmínek lze sledovat relativistické jevy i při malých rychlostech.